# Двигатель Nissan QR
Двигатели Nissan серии QR — бензиновые двигатели внутреннего сгорания производства Nissan Motors.
Двигатели этой серии четырёхтактные и четырёхцилиндровые объёмом в 2.0 и 2.5 литра. Они имеют алюминиевые блок и головку блока цилиндров. 16-клапанная ГБЦ оснащена двумя распредвалами.
В двигателе присутствуют VVT и балансирные валы, а опционально — прямой впрыск.

## QR20DE

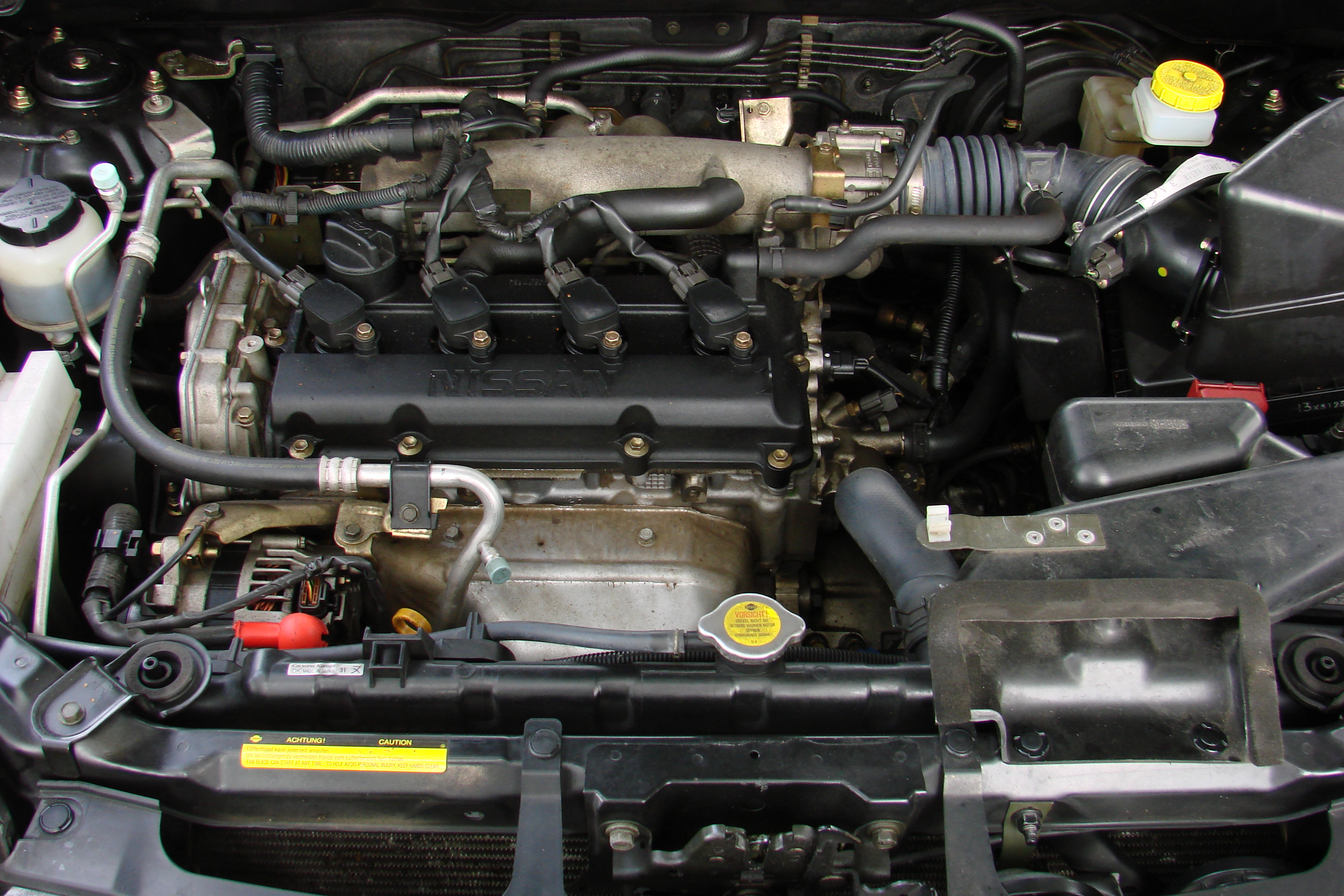
Nissan QR20DE

2.0-литровый QR20DE был разработан в качестве замены SR20DE. Мощность двигателя составляет 147 л.с. (110 киловатт) при 6000 об.мин, и 200 Нм крутящего момента при 4000 об/мин. Диаметр цилиндра - 89 мм, ход поршня - 80.3 мм. Степень сжатия - 9.9:1. Заменён более совершенным двигателем MR20DE.
Устанавливался на автомобили:
- 2001—2007 Nissan X-Trail T30 (141 л. с.)
- 2001—2007 Nissan Primera P12
- 2002 Nissan Serena C24 (145 л.с.)
- 2003—2008 Nissan Teana J31 (145 л. с.)
- 2001—2005 Nissan Wingroad Y11
- 2002—2005 Nissan Avenir W11
- 2001—2004 Nissan Prairie M12
- 2005—2012 Nissan Caravan е25 nv350

## QR20DD
Двигатель QR20DD — версия QR20DE с прямым впрыском Neo Di. Этот шаг был сделан для уменьшения расхода топлива и улучшения экологических характеристик. Мощность —150 л.с. (110 киловатт)
Устанавливался на автомобили:
- 2000—2004 Nissan Bluebird Sylphy

## QR25DE
2,5-литровый QR25DE - доработанный QR20DE, с увеличением объёма за счёт более коротких шатунов и коленчатого вала с изменённым в большую сторону диаметром кривошипов, из-за этого ход поршня увеличился до 100 мм. Степень сжатия — 10,5:1.
Мощность двигателя — 165 л.с. (130 киловатт) при 6000 об/мин, и 244 Нм крутящего момента при 4000 об/мин.
Устанавливался на автомобили:
- 1999—2003 Nissan Bassara (165 л.с.)
- 2001—наст.вр. Nissan X-Trail T30 (165 л.с.), T31 (169 л.с.) и T32 (171 л.с.)
- 2001—2005 Nissan Serena C24 (158 л.с.)
- 2002—2006 Nissan Sentra SE-R (165-175 л.с.)
- 2002—2009 Nissan Presage (165 л.с.)
- 2002—наст.вр. Nissan Altima (170-182 л.с.)
- 2003—наст.вр. Nissan Teana J31 (160 л.с.), L33 (173 л.с.)
- 2003—наст.вр. Nissan Murano

## QR25DD
Двигатель QR25DD — версия QR25DE с прямым впрыском Neo Di. Этот шаг был сделан для уменьшения расхода топлива и улучшения экологических характеристик. Мощность —170 л.с. при 6000 об/мин, крутящий момент - 245 ньютон-метров.
Устанавливался на автомобили:
- 2002—2006 Nissan Primera P12 JDM

## QR25DER
QR25DER — двигатель, по геометрии цилиндра схожий с QR25DE, но с уменьшенной степенью сжатия — 9.1 к 1. Оснащён приводным нагнетателем конструкции Итона и электромотором. Мощность двигателя в паре с электромотором составляет 250 л.с.(190 киловатт) при 5600 об/мин, крутящий момент - 329 Нм при 3600 об/мин.
Устанавливался на автомобили:
- 2014—наст.вр. Nissan Pathfinder Hybrid
- 2014—наст.вр. Infiniti QX60 Hybrid
- 2016—наст.вр. Nissan Murano